# Fidêncio Vanboemmel
Frei Fidêncio Vanboemmel, OFM (Santo Amaro da Imperatriz, 25 de março de 1953) é um frade franciscano brasileiro.
Ingressou na Ordem dos Frades Menores em 20 de janeiro de 1974 e fez sua profissão solene em 2 de agosto de 1978. Foi ordenado sacerdote em 14 de dezembro de 1979.
Foi de novembro de 2009 a novembro de 2018, ministro provincial da Província Franciscana da Imaculada Conceição do Brasil, sucedendo ao Frei Augusto Koenig e sendo sucedido por Frei César Külkamp.